# Angola a 2016. évi nyári olimpiai játékokon
Angola a brazíliai Rio de Janeiróban megrendezett 2016. évi nyári olimpiai játékok egyik részt vevő nemzete volt. Az országot az olimpián 7 sportágban 26 sportoló képviselte, akik érmet nem szereztek.

## Atlétika
Férfi
| Versenyző          | Versenyszám | Selejtező | Selejtező | Selejtező | Előfutam | Előfutam | Előfutam | Elődöntő | Elődöntő | Elődöntő | Döntő   | Döntő    |
| Versenyző          | Versenyszám | Idő       | Hely.     | Össz.     | Idő      | Hely.    | Össz.    | Idő      | Hely.    | Össz.    | Idő     | Helyezés |
| ------------------ | ----------- | --------- | --------- | --------- | -------- | -------- | -------- | -------- | -------- | -------- | ------- | -------- |
| Hermenegildo Leite | 100 m       | 11,65     | 7.        | 20.       | kiesett  | kiesett  | kiesett  | kiesett  | kiesett  | kiesett  | kiesett | kiesett  |

Női
| Versenyző    | Versenyszám | Selejtező | Selejtező | Selejtező | Előfutam | Előfutam | Előfutam | Elődöntő | Elődöntő | Elődöntő | Döntő   | Döntő    |
| Versenyző    | Versenyszám | Idő       | Hely.     | Össz.     | Idő      | Hely.    | Össz.    | Idő      | Hely.    | Össz.    | Idő     | Helyezés |
| ------------ | ----------- | --------- | --------- | --------- | -------- | -------- | -------- | -------- | -------- | -------- | ------- | -------- |
| Liliana Neto | 100 m       | 13,58     | 7.        | 20.       | kiesett  | kiesett  | kiesett  | kiesett  | kiesett  | kiesett  | kiesett | kiesett  |

## Cselgáncs
Női
| Versenyző       | Versenyszám | Selejtező                                | Nyolcaddöntő                            | Negyeddöntő       | Elődöntő          | Vigaszág elődöntő | Bronz- mérkőzés   | Döntő             | Helyezés |
| Versenyző       | Versenyszám | Ellenfél Eredmény                        | Ellenfél Eredmény                       | Ellenfél Eredmény | Ellenfél Eredmény | Ellenfél Eredmény | Ellenfél Eredmény | Ellenfél Eredmény | Helyezés |
| --------------- | ----------- | ---------------------------------------- | --------------------------------------- | ----------------- | ----------------- | ----------------- | ----------------- | ----------------- | -------- |
| Antónia Moreira | Középsúly   | Elvismar Rodríguez (VEN) · 100(0)-000(0) | Laura Vargas Koch (GER) · 000(0)–100(0) | kiesett           | kiesett           |                   |                   |                   | 9.       |

## Evezés
Férfi
| Versenyző                         | Versenyszám              | Előfutam | Előfutam | Vigaszág | Vigaszág | Elődöntő | Elődöntő | Elődöntő | Döntő | Döntő   | Döntő | Helyezés |
| Versenyző                         | Versenyszám              | Idő      | Hely.    | Idő      | Hely.    | Típus    | Idő      | Hely.    | Típus | Idő     | Hely. | Helyezés |
| --------------------------------- | ------------------------ | -------- | -------- | -------- | -------- | -------- | -------- | -------- | ----- | ------- | ----- | -------- |
| André Matias Jean-Luc Rasamoelina | Könnyűsúlyú kétpárevezős | 6:58,93  | 5.       | 7:29,73  | 6.       | C/D      | 7:39,59  | 4.       | D     | 7:01,74 | 2.    | 20.      |

## Kézilabda

### Női
| Angolai női kézilabdacsapat-játékoskeret                                                                                                   | Angolai női kézilabdacsapat-játékoskeret                                                                                  |
| --- | --- |
| - Teresa Almeida - Neyde Barbosa - Natália Bernardo - Cristina Branco - Azenaide Carlos - Magda Cazanga - Wuta Dombaxi - Janete dos Santos | - Isabel Guialo - Albertina Kassoma - Luísa Kiala - Juliana Machado - Lurdes Monteiro - Vilma Nenganga - Liliana Venâncio |

#### Eredmények
Csoportkör
A csoport
| Hely. | Csapat              | M | Gy | D | V | G+  | G–  | Gk  | P | Továbbjutás |
| ----- | ------------------- | - | -- | - | - | --- | --- | --- | - | ----------- |
| 1.    | Brazília (BRA) (R)  | 5 | 4  | 0 | 1 | 138 | 117 | +21 | 8 | Negyeddöntő |
| 2.    | Norvégia (NOR)      | 5 | 4  | 0 | 1 | 141 | 121 | +20 | 8 | Negyeddöntő |
| 3.    | Spanyolország (ESP) | 5 | 3  | 0 | 2 | 125 | 116 | +9  | 6 | Negyeddöntő |
| 4.    | Angola (ANG)        | 5 | 2  | 0 | 3 | 116 | 128 | −12 | 4 | Negyeddöntő |
| 5.    | Románia (ROU)       | 5 | 2  | 0 | 3 | 108 | 119 | −11 | 4 |             |
| 6.    | Montenegró (MNE)    | 5 | 0  | 0 | 5 | 107 | 134 | −27 | 0 |             |

| 2016. augusztus 6. 19:50 (00:50) | Románia (ROU) | 19–23       | Angola (ANG) | Future Arena, Rio de Janeiro Játékvezetők: Koo, Lee (KOR) |
| 2016. augusztus 6. 19:50 (00:50) | Neagu 8       | (9–11)      | Guialo 5     | Future Arena, Rio de Janeiro Játékvezetők: Koo, Lee (KOR) |
| 2016. augusztus 6. 19:50 (00:50) | 5× 2×         | Jegyzőkönyv | 2× 3×        | Future Arena, Rio de Janeiro Játékvezetők: Koo, Lee (KOR) |

| 2016. augusztus 8. 21:50 (02:50) | Angola (ANG) | 27–25       | Montenegró (MNE) | Future Arena, Rio de Janeiro Játékvezetők: Alpaidze, Berekzina (RUS) |
| 2016. augusztus 8. 21:50 (02:50) | Guialo 7     | (12–12)     | Bulatović 9      | Future Arena, Rio de Janeiro Játékvezetők: Alpaidze, Berekzina (RUS) |
| 2016. augusztus 8. 21:50 (02:50) | 5× 3×        | Jegyzőkönyv | 4× 2×            | Future Arena, Rio de Janeiro Játékvezetők: Alpaidze, Berekzina (RUS) |

| 2016. augusztus 10. 16:40 (21:40) | Norvégia (NOR) | 30–20       | Angola (ANG) | Future Arena, Rio de Janeiro Játékvezetők: Bonaventura, Bonaventura (FRA) |
| 2016. augusztus 10. 16:40 (21:40) | Mørk 8         | (16–8)      | Guialo 8     | Future Arena, Rio de Janeiro Játékvezetők: Bonaventura, Bonaventura (FRA) |
| 2016. augusztus 10. 16:40 (21:40) | 3× 2×          | Jegyzőkönyv | 4× 2× 1×     | Future Arena, Rio de Janeiro Játékvezetők: Bonaventura, Bonaventura (FRA) |

| 2016. augusztus 12. 09:30 (14:30) | Angola (ANG) | 24–28       | Brazília (BRA) | Future Arena, Rio de Janeiro Játékvezetők: Arntsen, Røen (NOR) |
| 2016. augusztus 12. 09:30 (14:30) | Bernardo 8   | (13–13)     | Belo 7         | Future Arena, Rio de Janeiro Játékvezetők: Arntsen, Røen (NOR) |
| 2016. augusztus 12. 09:30 (14:30) | 5× 2×        | Jegyzőkönyv | 4× 4×          | Future Arena, Rio de Janeiro Játékvezetők: Arntsen, Røen (NOR) |

| 2016. augusztus 14. 19:50 (00:50) | Spanyolország (ESP) | 26–22       | Angola (ANG) | Future Arena, Rio de Janeiro Játékvezetők: Pinto, Menezes (BRA) |
| 2016. augusztus 14. 19:50 (00:50) | Cabral, Martín 7    | (13–12)     | Guialo 6     | Future Arena, Rio de Janeiro Játékvezetők: Pinto, Menezes (BRA) |
| 2016. augusztus 14. 19:50 (00:50) | 5× 4×               | Jegyzőkönyv | 8× 3× 1×     | Future Arena, Rio de Janeiro Játékvezetők: Pinto, Menezes (BRA) |

Negyeddöntő
| 2016. augusztus 16. 20:30 (01:30) | Oroszország (RUS) | 31–27       | Angola (ANG) | Future Arena, Rio de Janeiro Játékvezetők: Pinto, Menezes (BRA) |
| 2016. augusztus 16. 20:30 (01:30) | Kuznyecova 5      | (18–14)     | Bernardo 8   | Future Arena, Rio de Janeiro Játékvezetők: Pinto, Menezes (BRA) |
| 2016. augusztus 16. 20:30 (01:30) | 5× 2× 1×          | Jegyzőkönyv | 4× 3×        | Future Arena, Rio de Janeiro Játékvezetők: Pinto, Menezes (BRA) |

| Csapat       | Helyezés |
| ------------ | -------- |
| Angola (ANG) | 8.       |

## Sportlövészet
Férfi
| Versenyző           | Versenyszám | Selejtező | Selejtező | Elődöntő | Elődöntő | Döntő   | Döntő    |
| Versenyző           | Versenyszám | Pont      | Helyezés  | Pont     | Helyezés | Pont    | Helyezés |
| ------------------- | ----------- | --------- | --------- | -------- | -------- | ------- | -------- |
| João Paulo de Silva | Trap        | 98        | 33.       | kiesett  | kiesett  | kiesett | kiesett  |

## Úszás
Férfi
| Versenyző     | Versenyszám  | Előfutam | Előfutam | Előfutam | Döntő   | Döntő    |
| Versenyző     | Versenyszám  | Idő      | Hely.    | Össz.    | Idő     | Helyezés |
| ------------- | ------------ | -------- | -------- | -------- | ------- | -------- |
| Pedro Pinotes | 400 m vegyes | 4:25,84  | 2.       | 25.      | kiesett | kiesett  |

Női
| Versenyző         | Versenyszám | Előfutam | Előfutam | Előfutam | Elődöntő | Elődöntő | Elődöntő | Döntő   | Döntő    |
| Versenyző         | Versenyszám | Idő      | Hely.    | Össz.    | Idő      | Hely.    | Össz.    | Idő     | Helyezés |
| ----------------- | ----------- | -------- | -------- | -------- | -------- | -------- | -------- | ------- | -------- |
| Ana Sofia Nóbrega | 100 m gyors | 59,23    | 2.       | 40.      | kiesett  | kiesett  | kiesett  | kiesett | kiesett  |

## Vitorlázás
Férfi
| Versenyző                     | Versenyszám    | Futam | Futam | Futam | Futam | Futam | Futam | Futam | Futam | Futam | Futam | Futam   | Pontszám | Helyezés |
| Versenyző                     | Versenyszám    | 1     | 2     | 3     | 4     | 5     | 6     | 7     | 8     | 9     | 10    | É       | Pontszám | Helyezés |
| ----------------------------- | -------------- | ----- | ----- | ----- | ----- | ----- | ----- | ----- | ----- | ----- | ----- | ------- | -------- | -------- |
| Manuel Lelo                   | Laser          | 44    | 43    | 45    | 45    | (47)  | 43    | 43    | 38    | 46    | 43    | kiesett | 390      | 46.      |
| Paixão Afonso Matias Montinho | 470-es osztály | 25    | 26    | (27)  | 27    | 26    | 23    | 26    | 26    | 26    | 24    | kiesett | 229      | 26.      |